# Клікув
Клікув (пол. Klików, нім. Klix) — село в Польщі, у гміні Ілова Жаґанського повіту Любуського воєводства.
Населення — 100 осіб (2011).

## Демографія
Демографічна структура станом на 31 березня 2011 року:
|          | Загалом | Допрацездатний вік | Працездатний вік | Постпрацездатний вік |
| -------- | ------- | ------------------ | ---------------- | -------------------- |
| Чоловіки | 56      | 10                 | 43               | 3                    |
| Жінки    | 44      | 11                 | 25               | 8                    |
| Разом    | 100     | 21                 | 68               | 11                   |